# Anadia petersi
Anadia petersi là một loài thằn lằn trong họ Gymnophthalmidae. Loài này được Oftedal mô tả khoa học đầu tiên năm 1974.